# Appius Claudius Pulcher (consul in 54 v.Chr.)
Appius Claudius Pulcher (97 v.Chr. - 49 v.Chr.) was lid van de gens Claudia en veel van zijn voorouders hadden belangrijke politieke functies gehad in Rome. Hij was de gelijknamige zoon van Appius Claudius Pulcher die in 79 v.Chr. consul was van Rome.
Hij begon zijn carrière tussen 72 en 70 v.Chr. als militair tribuun onder Lucullus, tijdens diens campagne in het oosten van het rijk. Lucullus stuurde hem als gezant naar de Armeense koning Tigranes II, om de overgave van Mithridates VI van Pontus te eisen. Hierbij gedroeg Claudius zich zo arrogant dat de koning weigerde Mithridates uit te leveren en vervolgens zelf in oorlog met de Romeinen raakte.
Na terugkomst in Rome werd hij praetor in 57 v.Chr., propraetor van Sardinia in 53, consul in 54, proconsul van Cilicië in 53 en censor in 50. Claudius was aanhanger van de optimates en was in 50 v.Chr. verantwoordelijk voor het uit de senaat zetten van Sallustius, een belangrijke politieke tegenstander van de populares en vriend van Julius Caesar. In dit jaar werd hij zelf ook aangeklaagd wegens omkoperij, maar werd met hulp van onder andere Pompeius en Cicero vrijgesproken. Na het uitbreken van de burgeroorlog volgde hij Pompeius naar Griekenland, waar hij in 49 v.Chr. overleed.
Zijn jongere broer was de beruchte bendeleider Publius Clodius Pulcher, die zijn familienaam veranderde in het plat uitgesproken Clodius om zo populariteit bij het gewone volk te krijgen. Zijn zuster Clodia had evenmin een goede naam en stond bekend als een van de losbandigste vrouwen van Rome. Claudius had twee dochters, die beide Claudia heetten. De oudste was de eerste vrouw van Marcus Junius Brutus en de jongste trouwde met Gnaeus Pompeius minor, de zoon van Pompeius Magnus.